# Koninklijke Volker Stevin
Koninklijke Volker Stevin (KVS) was een door fusie ontstaan bouw- en baggerbedrijf, dat einde 1978 tot stand kwam door een fusie tussen de Koninklijke Adriaan Volker Groep en de Stevin Groep. In 1997 fuseerde dit bedrijf met Kondor Wessels tot Koninklijke Volker Wessels Stevin. In 2002 werd deze naam veranderd in VolkerWessels.
Het bedrijf bestond uit tal van werkmaatschappijen, bouwbedrijven en baggerbedrijven.

## Geschiedenis
Met 22.000 medewerkers, waarvan 8.500 in Nederland, betrof het op het moment van de fusie de grootste aannemerscombinatie van Nederland. De vakbeweging en de ondernemingsraden vreesden dat de fusie tot ontslagen zou leiden. Er werd echter beloofd dat er geen ontslagen zouden vallen, ja dat er juist meer werkgelegenheid zou ontstaan. Er werden op dat moment immers mammoetorders uit China geboekt en in 1979 kwam er een flinke order uit Noord-Jemen. Er werd dan ook een zonnige toekomst beloofd.

### Camel, alias Kameel, alias Simon Stevin
Er waren echter ook minder zonnige berichten. Zo werd door de werkers van scheepswerf VDSM, die een ontslaggolf vreesden, een enorm wandelend baggereiland, Camel genaamd en voor Volker Stevin bestemd, aan de ketting gelegd. Later werd dit ook wel het RSV-eiland genoemd en het zou nog voor een jarenlange nasleep, en vele weggegooide miljoenen, zorgen.
Dat ook de Chinese miljardenorder achteraf niet doorging, was eveneens weinig hoopgevend. Een belangrijke order was de Schiphollijn, die samen met Boskalis zou worden aangelegd via de combinatie Railbouw. Daarnaast zou de nieuwbouw voor het Ministerie van Onderwijs door Volker Stevin worden gebouwd. Ook kwamen orders uit Brazilië en Nigeria binnen. Zorgen maakte men zich echter omtrent de teruggang in de woningbouw.
Eind 1979 volgde een ontslaggolf, en ook Volker Stevin Baggermaatschappij ontsloeg 140 zogeheten weekloners. In 1980 was Volker Stevin een van de bedrijven die protesteerde tegen de uitzending van een film die de mensenrechtensituatie in Saoedi-Arabië belichtte, aangezien het bedrijf daar vele vrienden had. 

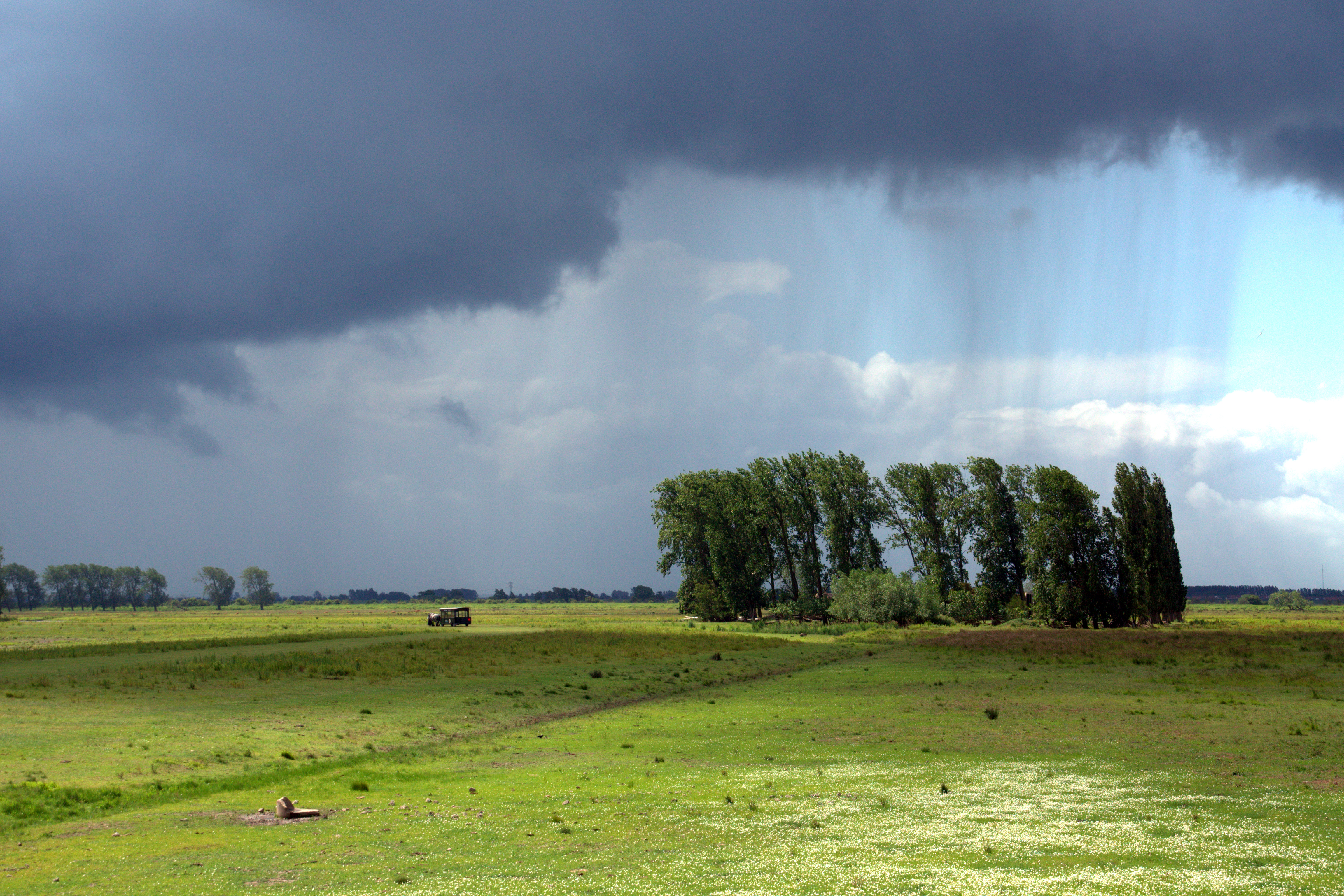
Tiengemeten

Het werd tevens bekend dat het eiland Tiengemeten op de balans van Volker Stevin prijkte, aangezien het opgekocht was als beleggingsobject, wat voor de inwoners een onaangename verrassing was daar men een opslag van baggerslib vreesde. Volker Stevin moest ook een miljoenenstrop in Oman incasseren, en hetzelfde gebeurde met een Engels project. Het baggerbedrijf leed in 1980 een enorm verlies (275 miljoen gulden), reden waarom vier topmensen werden ontslagen wegens wanbeleid. Maar ook volgde ontslag voor 300 à 400 medewerkers, vooral op het hoofdkantoor. In 1981 ging het al om 550, voor het merendeel gedwongen, ontslagen. Het was een tijd waarin de berichten over massa-ontslagen elkaar in snel tempo opvolgden. Ondertussen was er nog steeds gekrakeel omtrent het wandelend boorplatform waarbij men schadeclaims indiende bij het wankelende Rijn-Schelde-Verolme.
Opnieuw kwamen orders binnen: Een weg in Kameroen, havens in Saoedi-Arabië, en een dubieuze order voor een vliegveld in Libië.
In september 1982 gingen er opnieuw geruchten dat 200 à 300 arbeidsplaatsen zouden verdwijnen. In 1983 werd een begin gemaakt met het reinigen van de grond in het Utrechtse Griftpark met behulp van een door Volker Stevin ontwikkelde uitgloeimachine. Het project in Nigeria werd stilgelegd aangezien betaling uitbleef, maar nieuwe miljardenorders, ditmaal in Iran, wachtten.

### Kruisraketten
Ook al omstreden was de opdracht om bunkers te gaan bouwen voor de te plaatsen kruisraketten te Woensdrecht, wat ze overigens samen met enkele andere bedrijven zouden doen. Dit werd door Mient Jan Faber bekendgemaakt (hoewel het al eerder in de kranten had gestaan), en aangezien dit imagoschade zou opleveren werd het door Volker Stevin min of meer ontkend. In Finsterwolde wilde men Volker Stevin al op een zwarte lijst zetten en ook Zaanstad dreigde met een boycot voor woningbouwprojecten, die door de regering dan weer verboden werd. Zo haalde het bedrijf regelmatig, voor de reputatie van het bedrijf ongewenste, krantenkoppen. De kruisraketten, inclusief de bunkers, zijn er echter nooit gekomen.
In 1984 begon men met de bouw van een nieuw kantoor voor de Nederlandse Aardolie Maatschappij. Nog steeds waren er moeilijkheden met RSV aangaande het wandelende baggerplatform de Camel, ook wel Kameel dan wel Simon Stevin genoemd, dat nu - tegen sterk gereduceerde prijs - eigendom van Volker Stevin was, maar waarvoor vooralsnog geen opdrachten waren. Wel kreeg het Volker Stevin-onderdeel Visser & Smit nog opdracht voor de bouw van een warmte-krachtcentrale ten behoeve van Shell. Een andere dochter, Van Hattum en Blankevoort, verkreeg de opdracht voor de bouw van de Zeeburgertunnel te Amsterdam.
Eind december 1984 werd bekendgemaakt dat Volker Stevin 100 mensen zou ontslaan op de afdeling civiele techniek, wegens de terugval in de buitenlandorders. Wel bleek de bouwfirma zeer geïnteresseerd in het Plan Lievense, dat voorzag in gigantische spaarbekkens in het IJsselmeer ten behoeve van energie-opslag. Een plan echter, dat nimmer is uitgevoerd. Ondertussen was in 1984 het aantal medewerkers in het binnenland teruggelopen van 6498 naar 5936, en in het buitenland verminderd met bijna 600 tot 3572. De directeur, J.K.J. Kokje, pleitte voor meer  overheidsinvesteringen in infrastructurele- en bouwprojecten. Niettemin werd nog een bescheiden winst geboekt.

### Diverse successen en mislukkingen

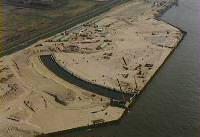
De bouw van de Maeslantkering (bron: beeldbank.rws.nl)

In 1985 nam Volker Stevin deel in een consortium voor de bouw van de Willemsspoortunnel in Rotterdam. Eind dat jaar was er weer kans op grote opdrachten: De Nederlandse regering wilde twee (misschien wel vier) nieuwe kerncentrales bouwen. Helaas voor Volker Stevin ging deze opdracht, mede als nasleep van de kernramp in Tsjernobyl (1986), niet door. Het baggereiland Simon Stevin, dat nimmer had gefunctioneerd, werd in 1986 versleept van zijn liplaats in Schiedam naar de RDM. In juni 1986 werd het aannemingsbedrijf Van Splunder te Ridderkerk afgestoten. Er werkten 150 mensen.
November 1986 kwam het baggereiland Simon Stevin weer in het nieuws, mogelijk zou het aan het werk kunnen worden gezet voor de kust van Indonesië, om te delven naar tinerts. Van deze belofte kwam niets terecht, het baggereiland was en bleef werkloos. In Zuid-Limburg vond een boring plaats in het kader van het zogeheten OPAC-plan. Men zocht naar kalksteen op 1700 meter diepte om daar een ondergrondse waterkrachtcentrale te beginnen. Hoewel van deze centrale later niets meer vernomen is, kwamen er nieuwe kansen, waarvan met name de bouw van de Westerscheldetunnel in het oog springend was. De oversteek per tunnel, zo werd beloofd, zou niet meer kosten dan een tochtje per boot, waarop vervolgens de veertarieven zeer sterk werden opgeschroefd, zodat deze belofte als vanzelf bewaarheid zou worden.
In 1987 was een sanering in de baggersector op komst, waarbij maar liefst 30% van het materieel moest verdwijnen, vanwege overcapaciteit. Na een scherpe winstdaling volgde een sanering in de baggerdivisie van Volker Stevin, waarbij 65 van de 465 arbeidsplaatsen verdwenen. Einde 1987 was er weer een pleidooi voor de drooglegging van de Markerwaard, welke maar liefst 15.000 arbeidsplaatsen zou opleveren, aldus Volker Stevin. De drooglegging ging niet door, de fantastische hoeveelheid extra arbeidsplaatsen ook niet. Ook de aanleg van een stormvloedkering in de Nieuwe Waterweg werd bepleit.
In 1988 kwam een roemloos einde aan de Simon Stevin: Het booreiland werd, tegen alle voorgaande sussende berichtgeving in, uiteindelijk bestemd voor de sloop, nadat het zeer veel geld had gekost voor diverse partijen. De sloop zou echter in Taiwan geschieden, waarheen het eiland zou worden versleept. Toch werd in hetzelfde jaar een zeer grote opdracht binnengesleept, en wel de bouw van een betonnen scherm om de opslag van het Ekofisk-veld op de Noordzee.

### Verlies

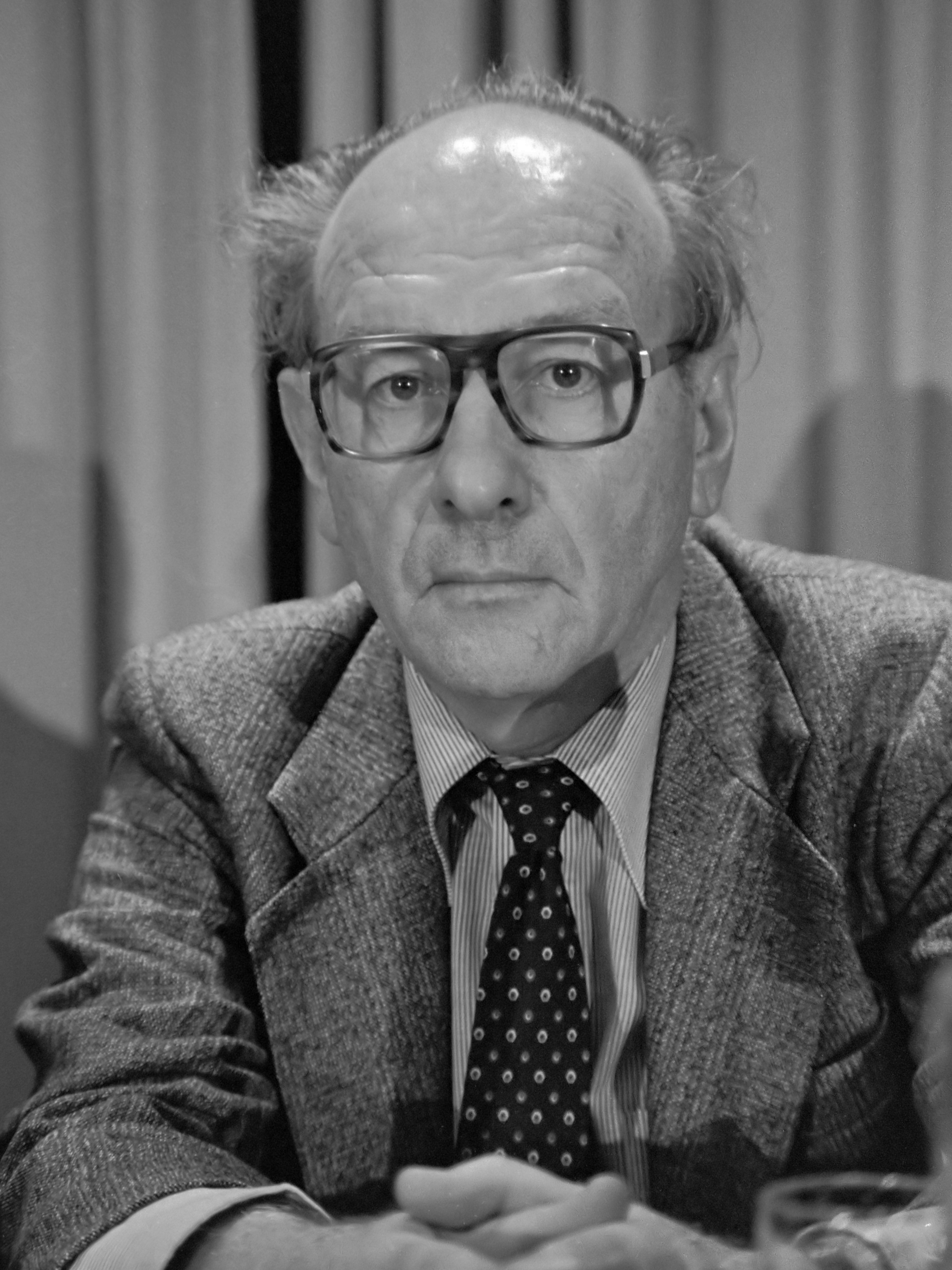
J. Kokje

Over 1987 werd een zwaar verlies, ja zelfs een recordverlies, geleden (169 miljoen gulden), waarop besloten werd de activiteiten in het verre buitenland te staken. Opnieuw moesten mensen afvloeien, waaronder 10 à 15 bij de nog overgebleven 325 Nederlandse baggeraars. In 1988 stapte directeur Kokje op. Bij zijn afscheidsrede sprak hij omtrent de noodzaak van het terugbrengen van het aantal Nederlandse baggerbedrijven, ja zelfs een halvering van dit aantal.
Een volgende grote opdracht was de verbreding van het Kanaal door Zuid-Beveland.

### Fusiegeruchten en milieutechniek

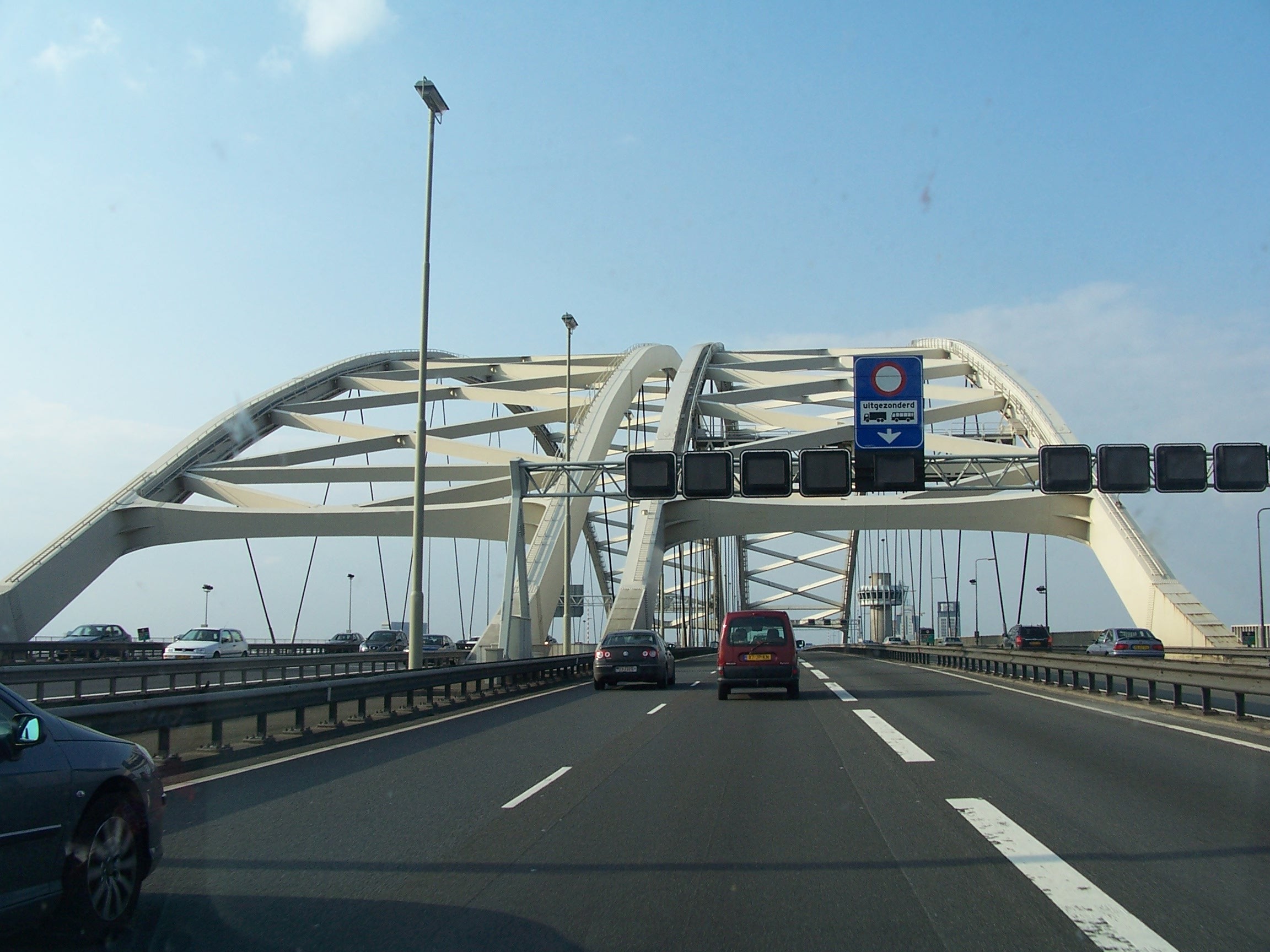
Dubbele Van Brienenoordbrug

Reeds in 1989 maakte Volker Stevin weer winst. Wel was er sprake van dat de Hollandse Beton Groep het bedrijf zou overnemen. Deze fusie werd echter door Volker Stevin als gruwelijk beschouwd en ging niet door. Wel kwamen er opdrachten voor een brug in Denemarken (de langste brug van Europa) en een in Miami. Ook de bouw van de tweede Van Brienenoordbrug kwam in het vizier. Daarnaast wilde Volker Stevin zich met de mestverwerking bezighouden. althans als er geld te verdienen valt. Men wilde een mestverwerkingsfabriek in Dordrecht bouwen. Ook op het terrein van bodemreiniging, middels de dochter Ecotechniek, wilde Volker Stevin actief zijn. Interessant was ook een opdracht in Irak betreffende het uitbaggeren van een vaargeul. Ook aan de werkzaamheden voor de zogeheten Zeepipe, een gigantische pijpleiding tussen het Troll-veld en Zeebrugge. Ook stapte Volker Stevin in recyclingbedrijf Esdex, voorheen onderdeel van het Vendex-concern.

### Koeweit en Irak
Voor herstelwerkzaamheden in Koeweit, na de Irakese invasie, bestond eveneens ruime belangstelling. De activiteiten in Irak kwamen echter onder druk te staan. De Irakese regering beval tot doorwerken, en de Europese Commissie beval tot stoppen van de werken en verordonneerde een beslaglegging op de tegoeden. Aldus ontstond grote onzekerheid onder de 104 mensen die nog in Irak werkzaam waren. Dezen mochten aanvankelijk het land niet verlaten, maar konden einde 1990 alsnog vertrekken. Pas 11 december 1990 waren de eerste 74 baggeraars buiten Irak aangekomen; na nog wat tegenwerking waren alle baggeraars op 18 december 1990 weer thuis.

### Verdere opdrachten

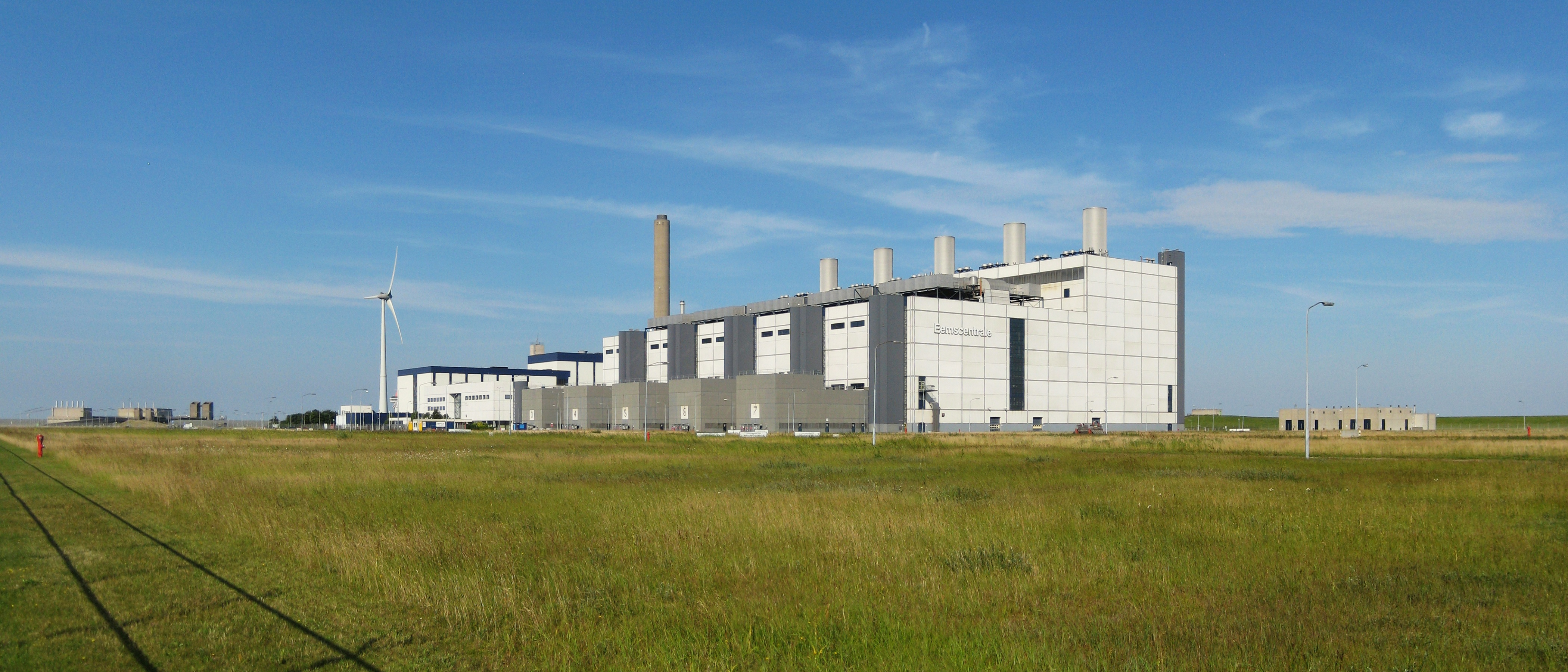
Eemscentrale

In 1991 begon men met een zeer grote order: Het betonnen onderstel voor een boorplatform van de Nederlandse Aardolie Maatschappij. De baggerdivisie werd verkocht aan de Hollandsche Aannemings Maatschappij, dochter van de Hollandse Beton Groep. Een nieuwe opdracht was de bouw van de funderingen en koelwaterleidingen voor de nieuwe Eemscentrale in de Eemshaven. Voorts was, in 1993 de discussie omtrent de aanleg van de Betuwelijn reeds gaande.
Januari 1994 werd Bouwbedrijven Jongen in Heerlen overgenomen, waar toen 600 mensen werkten.
Drie jaar later fuseerde KVS met Kondor Wessels tot Koninklijke Volker Wessels Stevin.